# ناوشکن کلاس استور
دیسترویر کلاس استور (به انگلیسی: Stour-class destroyer) یک کلاس از کشتی است که طول آن ۶۷٫۱ متر (۲۲۰ فوت ۲ اینچ) می‌باشد.